# Мордой
Мордой — село в Кыринском районе Забайкальского края России. Административный центр и единственный населённый пункт сельского поселения «Мордойское».

## География
Село находится в центральной части района, на правом берегу реки Бырца (приток реки Кыры), на расстоянии примерно 10 километров (по прямой) к северо-северо-востоку (NNE) от села Кыра.
Абсолютная высота — 958 метров над уровнем моря.
Климат
Климат характеризуется как резко континентальный, с продолжительной холодной зимой и относительно жарим и влажным летом. Средняя температура самого тёплого месяца (июля) составляет 12 — 18 °С. Средняя температура самого холодного месяца (января) — −22 — −24 °С Годовое количество осадков — около 350 мм.
Часовой пояс
Село Мордой находится в часовой зоне МСК+6. Смещение применяемого времени относительно UTC составляет +9:00.

## Население
| 1989 | 2002 | 2010 | 2012 | 2013 | 2014 | 2015 |
| ---- | ---- | ---- | ---- | ---- | ---- | ---- |
| 866  | ↘656 | ↘517 | ↘513 | ↘501 | ↗511 | ↗515 |
| 2016 | 2017 | 2018 | 2019 | 2020 | 2021 |      |
| ↘497 | ↘488 | ↘472 | ↘459 | ↘443 | ↘345 |      |

Половой состав
По данным Всероссийской переписи населения 2010 года в гендерной структуре населения мужчины составляли 49,9 %, женщины — соответственно 50,1 %.
Национальный состав
Согласно результатам переписи 2002 года, в национальной структуре населения русские составляли 99 % из 656 чел.

## Инфраструктура
В селе функционируют средняя общеобразовательная школа, детский сад, клуб, фельдшерско-акушерский пункт и отделение Почты России.

## Улицы
Уличная сеть села состоит из десяти улиц.